# Monitor Mode
Monitor Mode oder Monitormodus bezeichnet einen bestimmten Betriebsmodus eines Wireless Adapters, bei dem sämtliche empfangenen Netzwerkframes an das Betriebssystem und die Anwendungen weitergeleitet werden.
Im Monitor Mode werden im Gegensatz zum Promiscuous Mode alle empfangenen Frames weitergeleitet, nicht nur die des Netzwerks, mit dem der Client momentan verbunden ist. 
Ein Vorteil ist, dass kein einziges Frame von der eigenen Netzwerkkarte gesendet werden muss und daher das Abhören der Frames nicht in evtl. Protokolldateien erkennbar ist. Außerdem ist keinerlei Authentifizierung am Netzwerk notwendig. Sind die Framepakete verschlüsselt, zum Beispiel mit WPA2, so können sie aufgezeichnet und später entschlüsselt werden. Dies ist mit WPA3 dank Perfect Forward Secrecy nicht mehr möglich.
Manche Netzwerkkarten-Treiber überspringen im Monitor Mode die Überprüfung der Prüfsumme der Zyklischen Redundanzprüfung (cyclic redundancy check) der Frames, was dazu führt, dass fehlerhafte Frames weitergeleitet werden können. Die Integrität der Daten ist also im Monitor Mode nicht sichergestellt.
Darüber hinaus bieten nicht alle Treiber die Möglichkeit, die Karte in den Monitor Mode zu versetzen, oder erlauben im Monitor Mode kein Senden von Paketen.